# Minnesota Strikers
Minnesota Strikers – amerykański klub piłkarski z siedzibą w Minneapolis i Saint Paul, w stanie Minnesota. Drużyna występowała w sezonie 1984 w lidze NASL, a w latach 1984-1988 w lidze MISL. Domowym obiektem klubu był Hubert H. Humphrey Metrodome, natomiast halowa drużyna swoje mecze domowe rozgrywała w hali Mid-South Coliseum. Zespół istniał w latach 1984-1988.

## Historia
Historia Minnesoty Strikers rozpoczęła się dnia 30 listopada 1983 roku, kiedy to klub Fort Lauderdale Strikers zdecydował się przenieść siedzibę do Minneapolis i Saint Paul, w stanie Minnesota. Klub zagrał w lidze NASL w sezonie 1984 (ostatnim sezonie ligi), w którym zajęła 3.miejsce w Dywizji Wschodniej i tym samym zakończyła rozgrywki w sezonie.
Po upadku ligi NASL drużyna zaczęła występować w lidze MISL. Największym sukcesem w historii klubu jest wicemistrzostwo ligi w sezonie 1985/1986. Klub został rozwiązany po sezonie 1987/1988 i wrócił do dawnej nazwy Fort Lauderdale Strikers.

## Osiągnięcia
| - Wicemistrzostwo MISL: 1986 Król strzelców MISL - Hector Marinaro – 1988 Jedenastka Sezonu NASL - 1984: Ray Hudson Jedenastka Dublerów NASL - 1984: Dwight Lodeweges, Alan Willey Wyróżnienia NASL - 1984: Barry Wallace |  | Jedenastka Sezonu MISL - 1987: Gary Etherington, Tino Lettieri, Thompson Usiyan - 1988: David Byrne, Steve Kinsey, Hector Marinaro Jedenastka Dublerów MISL - 1987: Tino Lettieri U.S. Soccer Hall of Fame - 2003: Joe i Elizabeth Robbie, Alan Willey Canadian Soccer Hall of Fame - 2001: Tino Lettieri - 2002: Mike Sweeney - 2004: Bob Bolitho - 2008: John McGrane |

### 1984–85
| - Ricardo Alonso - John Bain - Ben Collins - Bill Crook - Chris Dangerfield - Drago Dumbovic - Gary Etherington - Ken Fogarty - Jan Goossens - Ray Hudson - Mike Jeffries |  | - Matt Kennedy - Tino Lettieri - Steve Litt - Dwight Lodeweges - John McGrane - Bruce Miller - Thomas Rongen - Craig Scarpelli - Gregg Thompson - Thompson Usiyan - Alan Willey |

### 1985–86
| - Tony Bono - David Byrne - Dan Canter - Stan Cummins - Chris Dangerfield - Gary Etherington - Ken Fogarty - Jan Goossens - Ray Hudson - Bill Irwin |  | - Mike Jeffries - Matt Kennedy - Tasso Koutsoukos - Tino Lettieri - Dwight Lodeweges - Bruce Miller - Kazbek Tambi - Gregg Thompson - Thompson Usiyan - Alan Willey |

### 1986–87
| - Tony Bono - David Byrne - Dan Canter - Stan Cummins - Chris Dangerfield - Enzo DiPede - Helmut Dudek - Gary Etherington - Ken Fogarty - Ray Hudson - Mike Jeffries - Matt Kennedy - Steve Kinsey |  | - Tasso Koutsoukos - Tino Lettieri - Dwight Lodeweges - John O’Hara - Gregg Thompson - Thompson Usiyan - Alan Willey - Prezydent: Elizabeth Robbie - Wiceprezydent: Tim Robbie - Menedzer: Chris Wright - Trener: Alan Merrick - Asystent trenera: Bruce Miller |

## Sezon po sezonie
| Sezon | Liga | Bilans meczów | Sezon                        | Playoff                | Śr. frekwencja |
| ----- | ---- | ------------- | ---------------------------- | ---------------------- | -------------- |
| 1984  | NASL | 14–10         | 3.miejsce, Dywizja Wschodnia | Nie zakwalifikował się | 14,262         |
| 1985  | MISL | 24–24         | 4.miejsce, Dywizja Zachodnia | Półfinał               | 4,809          |
| 1986  | MISL | 26–22         | 2.miejsce, Dywizja Zachodnia | Finalista              | 6,503          |
| 1987  | MISL | 26–26         | 4.miejsce, Dywizja Zachodnia | Ćwierćfinał            | 6,977          |
| 1988  | MISL | 31–25         | 1.miejsce, Dywizja Zachodnia | Półfinał               | 5,930          |

## Mecze towarzyskie
| Data            | Przeciwnik | Wynik | Stadion                                   | Frekwencja |
| --------------- | ---------- | ----- | ----------------------------------------- | ---------- |
| 23 maja 1984    | AFC Ajax   | 2-4   | Hubert H. Humphrey Metrodome, Minneapolis | 6,079      |
| 13 czerwca 1984 | Rangers    | 5-2   | Hubert H. Humphrey Metrodome, Minneapolis | 6,866      |

## Trenerzy
- 1984:  David Chadwick[1]
- 1984–1988:  Alan Merrick

## Drafty

### NASL 1984
| Runda | Zawodnik       | College               |
| ----- | -------------- | --------------------- |
| 1     | Greg Kennedy   | Uniwersytet Indiany   |
| 2     | Ronil Dufrene  | Florida International |
| 3     | David McDaniel | Uniwersytet Duke’a    |

### MISL 1985
| Runda | Zawodnik        | College                        |
| ----- | --------------- | ------------------------------ |
| 1     | Paul DiBernardo | Uniwersytet Indiany            |
| 2     | Peter Sawkins   | Uniwersytet Yale               |
| 3     | Anthony Bono    | Uniwersytet Drexela            |
| 4     | Bruce Bellinger | Southern Illinois-Edwardsville |

### MISL 1986
| Runda | Zawodnik        | College                         |
| ----- | --------------- | ------------------------------- |
| 2     | Peter Smith     | University of Tampa             |
| 3     | Paul Schojan    | Instytut Techniczny w Rochester |
| 4     | Andy Pantason   | University of Connecticut       |
| 4     | Tony Scheuerman | Stillwater High School          |

### MISL 1987
| Runda | Zawodnik          | College                       |
| ----- | ----------------- | ----------------------------- |
| 1     | Brent Goulet      | Warner Pacific University     |
| 3     | George Geinovatch | Uniwersytet Wirginii          |
| 4     | Troy Snyder       | Uniwersytet Stanu Pensylwania |

## Media

### Radio
- 1984: (NASL) KRSI-950 AM
- 1984-85: (MISL) WWTC-1280 AM
- 1987-88: (MISL) KSNE-1280 AM

### Telewizja
- 1984: (NASL) KITN 29